# 닷지 다코타

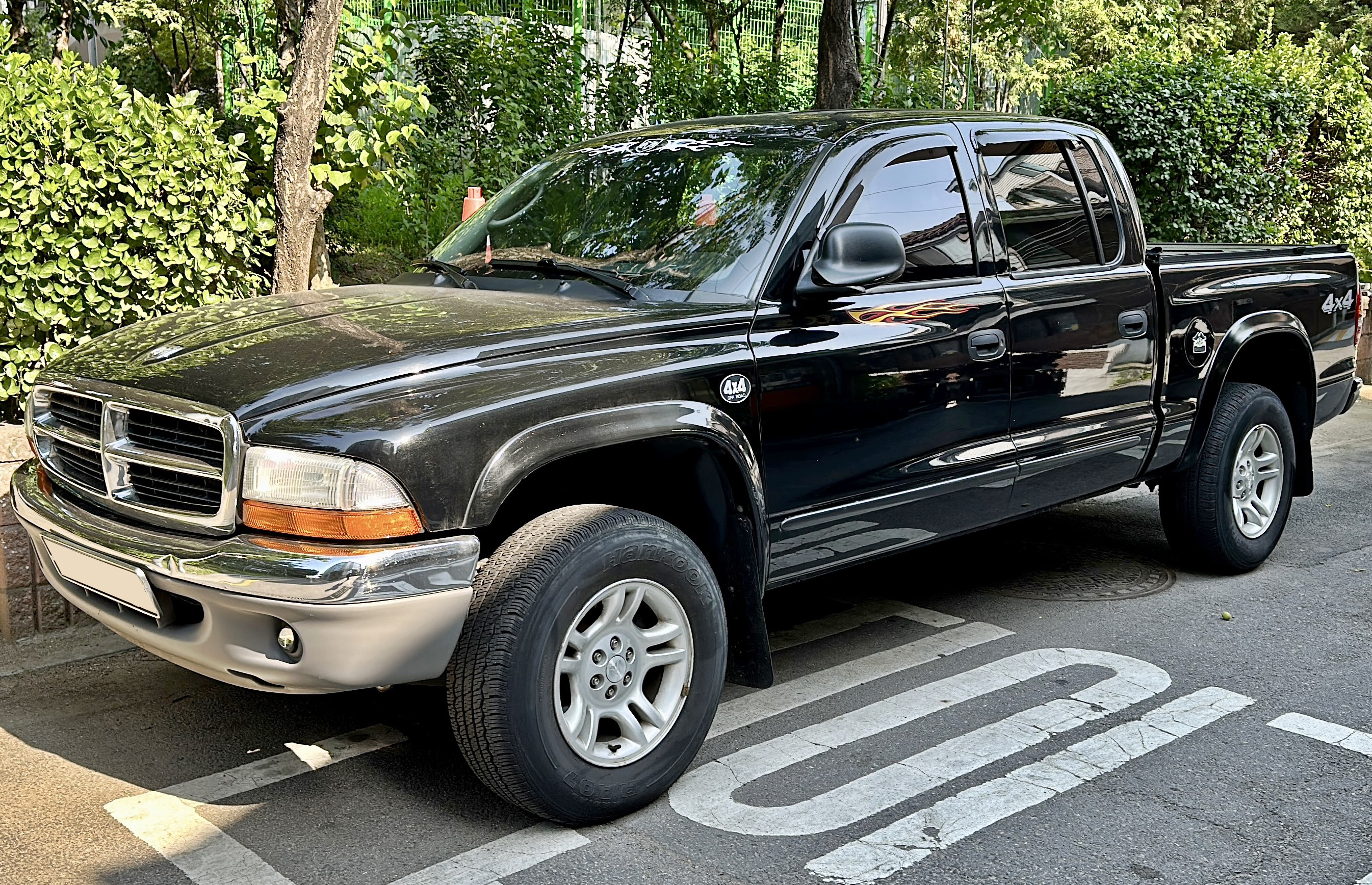

닷지 다코타(Dodge Dakota)는 크라이슬러 산하 브랜드인 닷지에서 판매했던 미드사이즈급 픽업 트럭이다.

## 1세대
1987년 지프 코만치(Jeep Comanche)의 플랫폼을 바탕으로 처음 선보였다.

## 2세대
1997년 2세대 모델이 등장하였다.

## 3세대
2005년에 출시했으며, 235마력 V8 4.7리터 SOHC 가솔린 엔진이 장착됐다. 2009년부터 미국 내수 시장에서는 닷지 대신 램 트럭스를 통해 판매되었으나, 2011년에 후속 없이 단종됐다.
당시 다코타와 플랫폼을 공용한 차량으로는 닷지 듀랑고, 크라이슬러 아스펜이 있었다. 다코타가 단종된 후 3세대로 풀 모델 체인지한 듀랑고는 4세대 그랜드 체로키의 모노코크 타입 플랫폼으로 바꿨으며, 생산지도 그랜드 체로키가 생산되는 디트로이트로 옮겼다.

## 대한민국 판매
대한민국에는 2003년부터 2세대 쿼드 캡(6인승) 모델이 공식 시판됐으며, 미국산 가솔린 엔진 장착 미드사이즈급 픽업 트럭 중 최초로 대한민국에 정식으로 판매한 모델로 기록됐다.
대배기량 V8 자연흡기 가솔린 엔진을 장착한 탓에 전체적인 판매량은 적었다. 그나마 대한민국에서는 화물차로 형식 승인을 받아서 자동차세가 낮았기 때문에, 출시 초창기에는 LPG로 개조해서 다닌 다코타들이 꽤 있었다.
2011년에 단종됐을 때 닷지 브랜드가 대한민국에서 철수하면서 자연히 수입이 중단됐다. 이후 크라이슬러는 2020년 9월 2일에 랭글러 기반의 미드사이즈급 픽업트럭인 글래디에이터를 출시하며 대한민국에서 픽업트럭 판매를 재개했다.
다코타가 단종된 후, 2019년 8월 말 한국GM을 통해 미드사이즈급인 콜로라도가 출시되기 전까지 대한민국 시장에서 정식 수입되어 판매된 미국산 가솔린 엔진 픽업 트럭은 없었다. 포드에서 비슷한 시기에 내놓은 익스플로러 스포트 트랙도 대한민국에 정식으로 판매되긴 했지만 대한민국에서 화물차로 형식 승인을 받지 못했고, 스포트 트랙이 단종되고 나서 한참 후에 나온 미드사이즈급인 포드 레인저는 화물차로 형식 승인을 받았다. 다만 대한민국에 판매하는 레인저에는 2.0리터 커먼레일 디젤 엔진이 장착된다.

## 특별소비세 부과 논란
2002년 크라이슬러 코리아는 대한민국에 다코타를 판매하기 위해 다코타 1대를 인증용으로 들여왔고, 화물차로 형식 승인을 받았다. 화물차로 형식 승인을 받음에 따라 재정경제부에서 부과하는 특별소비세(현재의 개별소비세)는 부과되지 않았으며, 연말경에 본격 출시한 후에도 화물차로 판매할 계획이라고 밝혔다.
이에 비해 재정경제부는 다코타와 동일한 픽업 트럭 형식인 쌍용 무쏘 스포츠에 대해서는 승용차로 결론지었다. 즉, 특소세로 300만 원을 추가로 부담해야 한다는 뜻이다. 이에 대해 쌍용자동차는 특소세 부과로 대량 해약 사태가 우려된다며 재정경제부의 결정에 강하게 반발했고, 결국 재정경제부는 특별소비세법 시행령을 2002년 12월 11일 자로 화물차와 승용차의 기준을 자동차관리법상 분류 기준과 일치하도록 개정하여 다코타와 무쏘 스포츠 두 차종 모두 특별소비세가 부과되지 않은 가격으로 시판되게 되었다..
2019년 8월에 출시한 콜로라도 역시 화물차로 형식 승인을 받았으며, 다코타의 바통을 이어받은 글래디에이터도 화물차로 형식 승인을 받았다. 2023년 2월에 출시한 풀 사이즈급의 GMC 시에라 또한 화물차로 형식 승인을 받았다.

## 갤러리

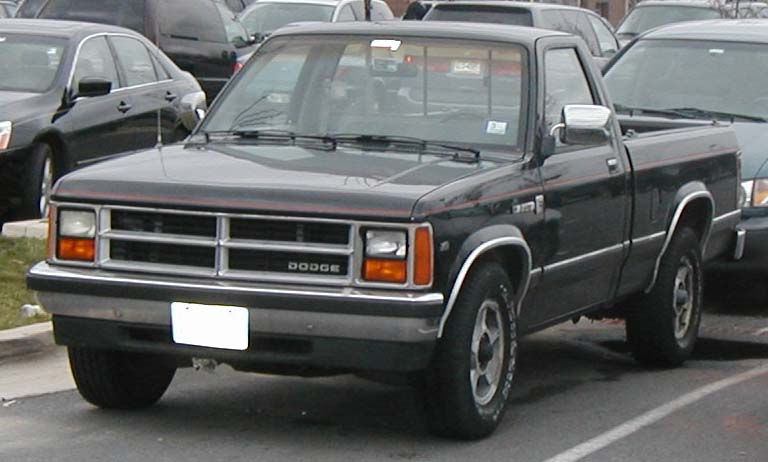
닷지 다코타(1세대 싱글 캡 전기형) 정측면
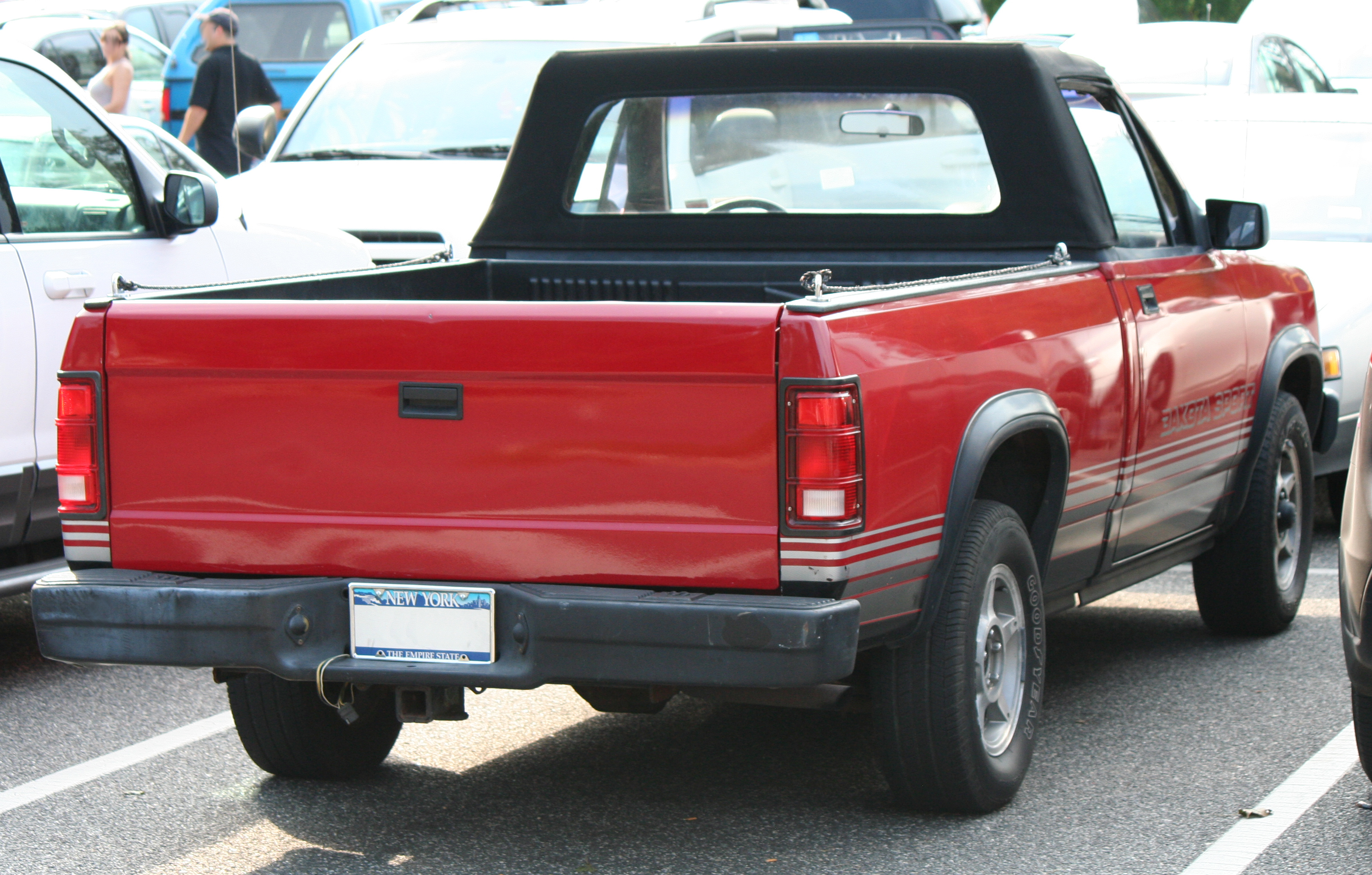
닷지 다코타(1세대 스포트 컨버터블 전기형) 후측면
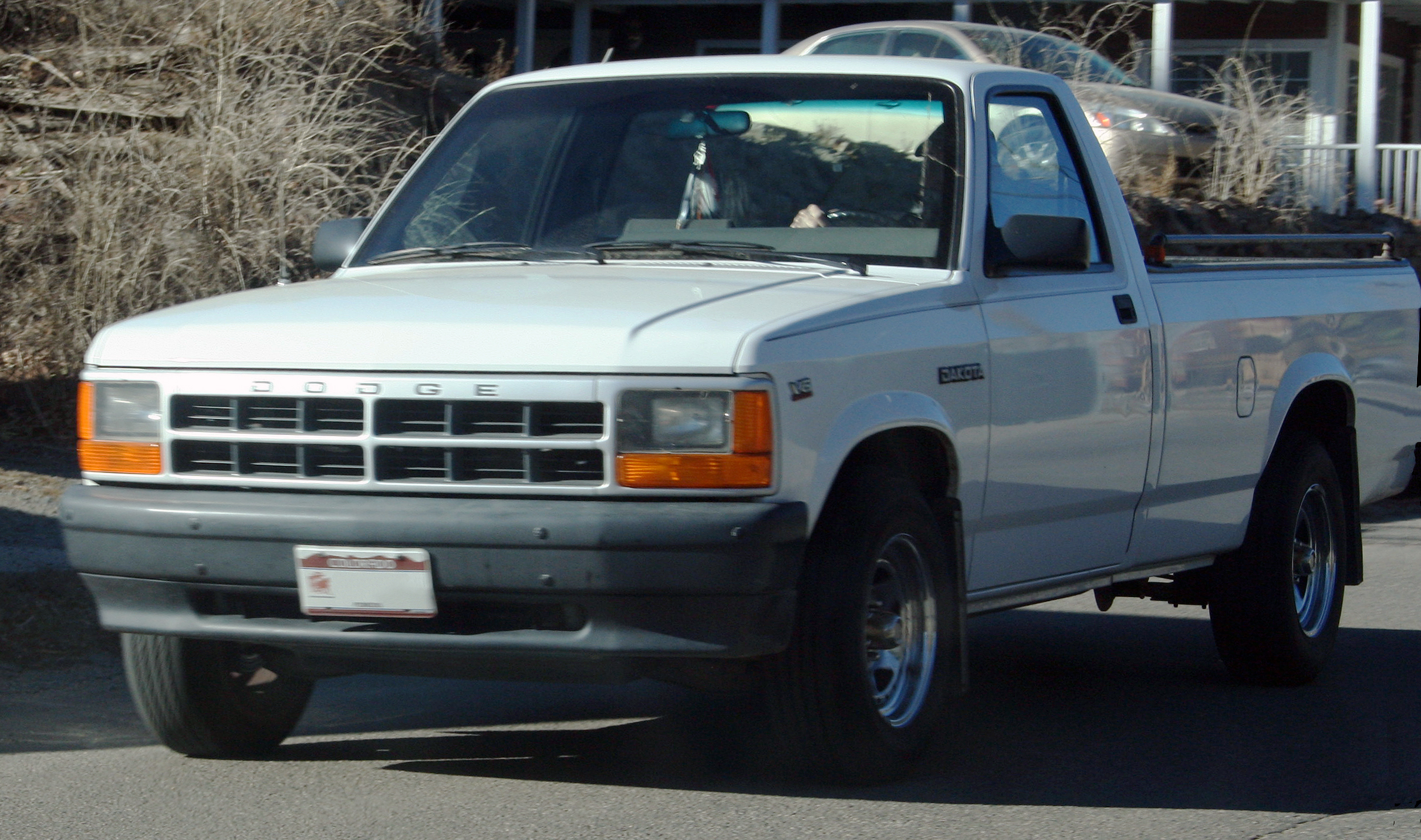
닷지 다코타(1세대 싱글 캡 후기형) 정측면
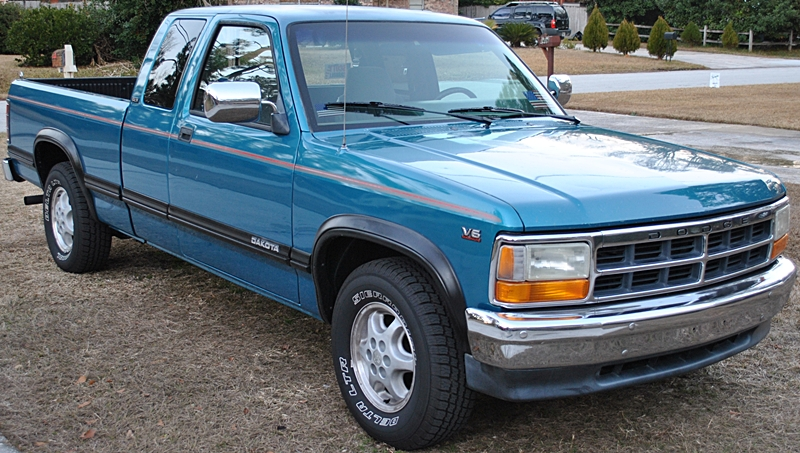
닷지 다코타(1세대 클럽 캡 후기형) 정측면
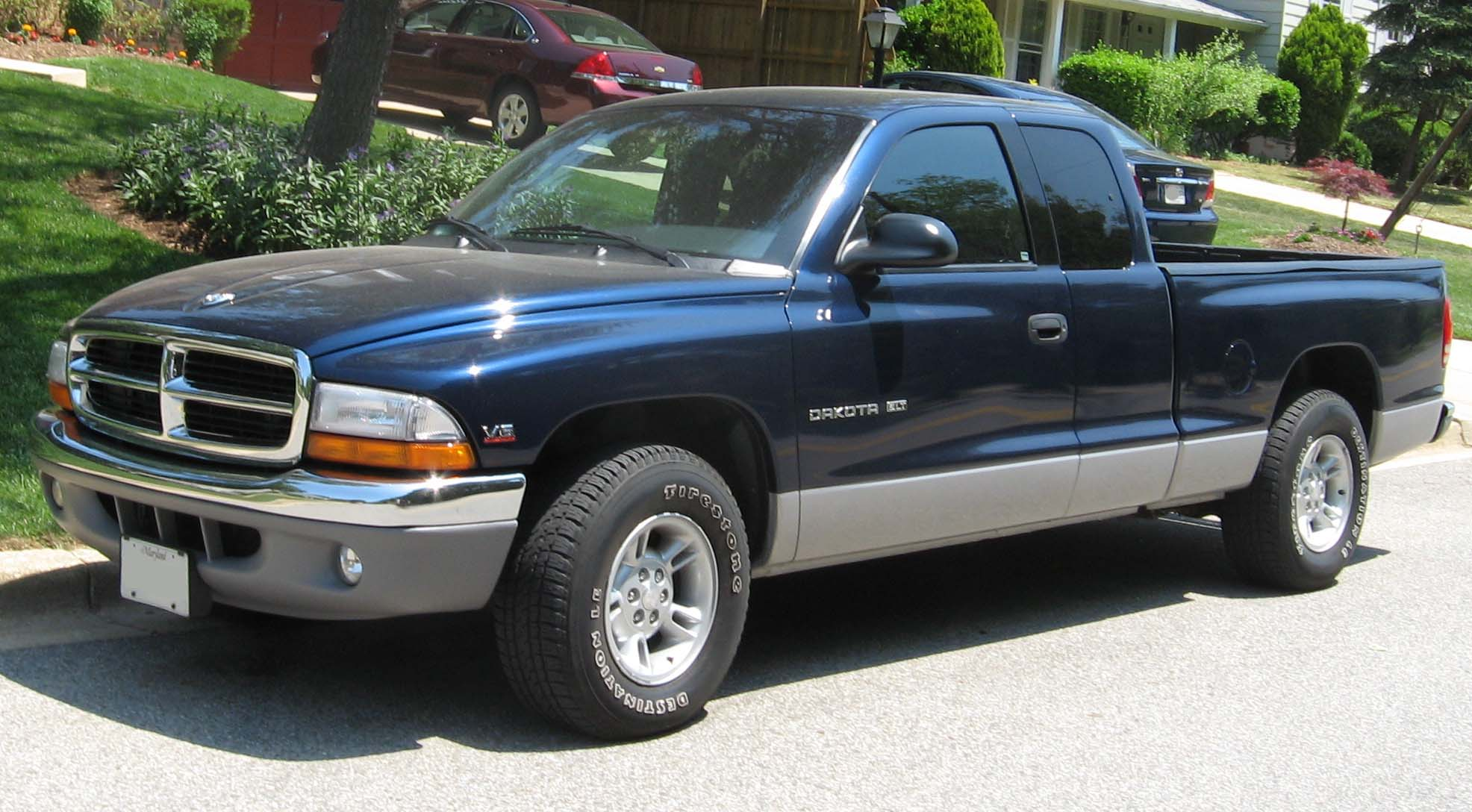
닷지 다코타(2세대 익스텐드 캡) 정측면
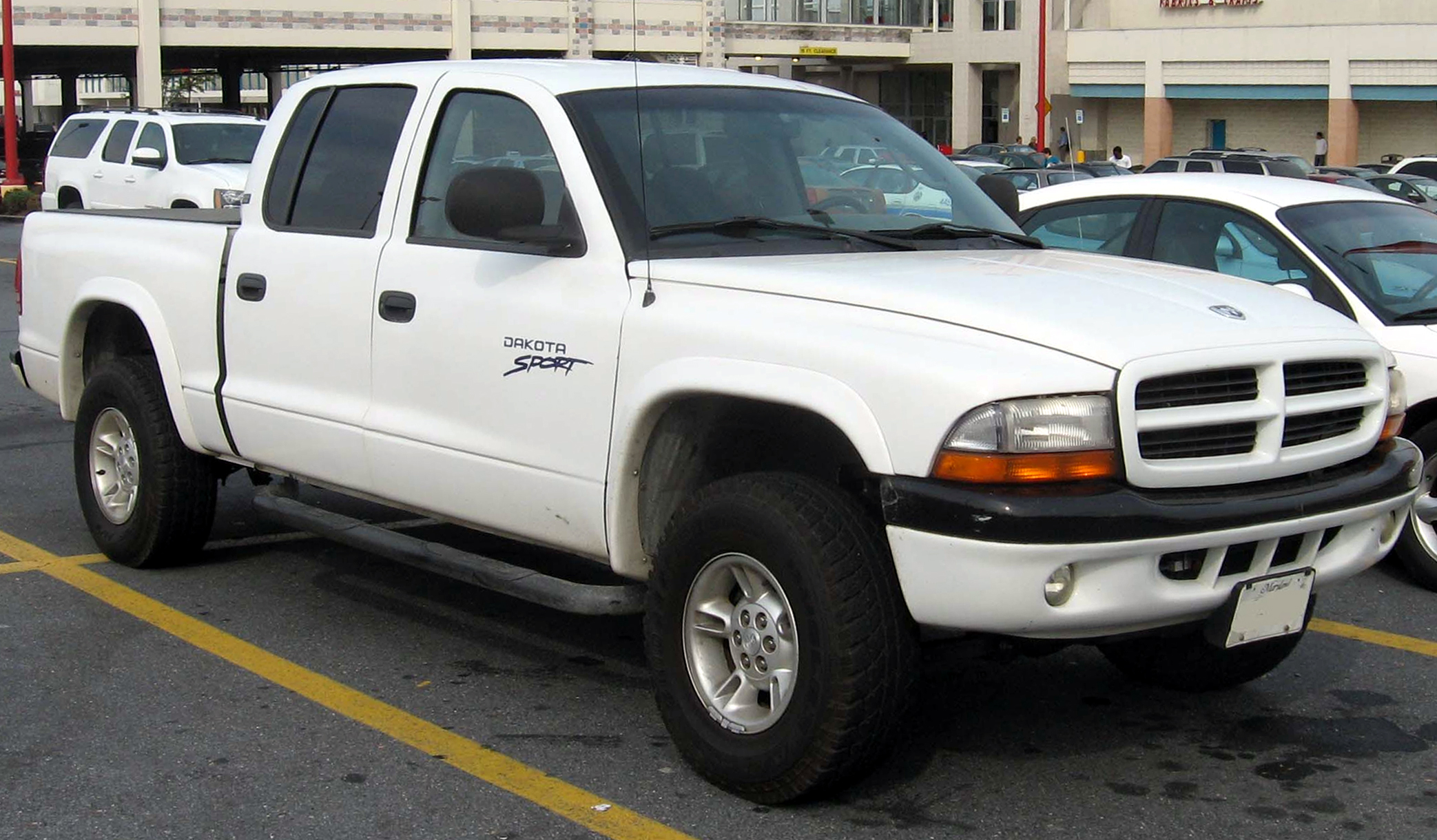
닷지 다코타(2세대 스포트 쿼드 캡) 정측면
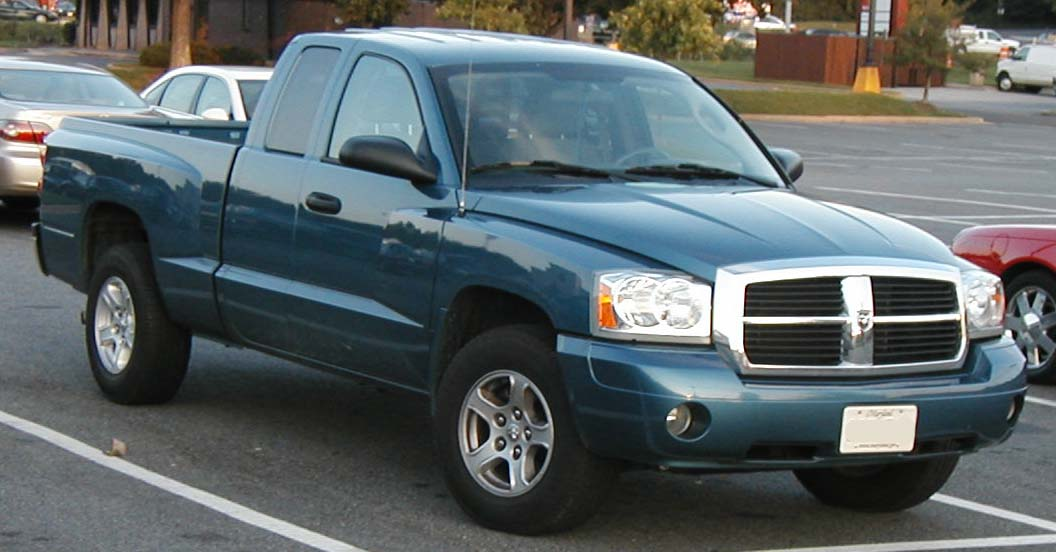
닷지 다코타(2세대 익스텐드 캡 전기형) 정측면
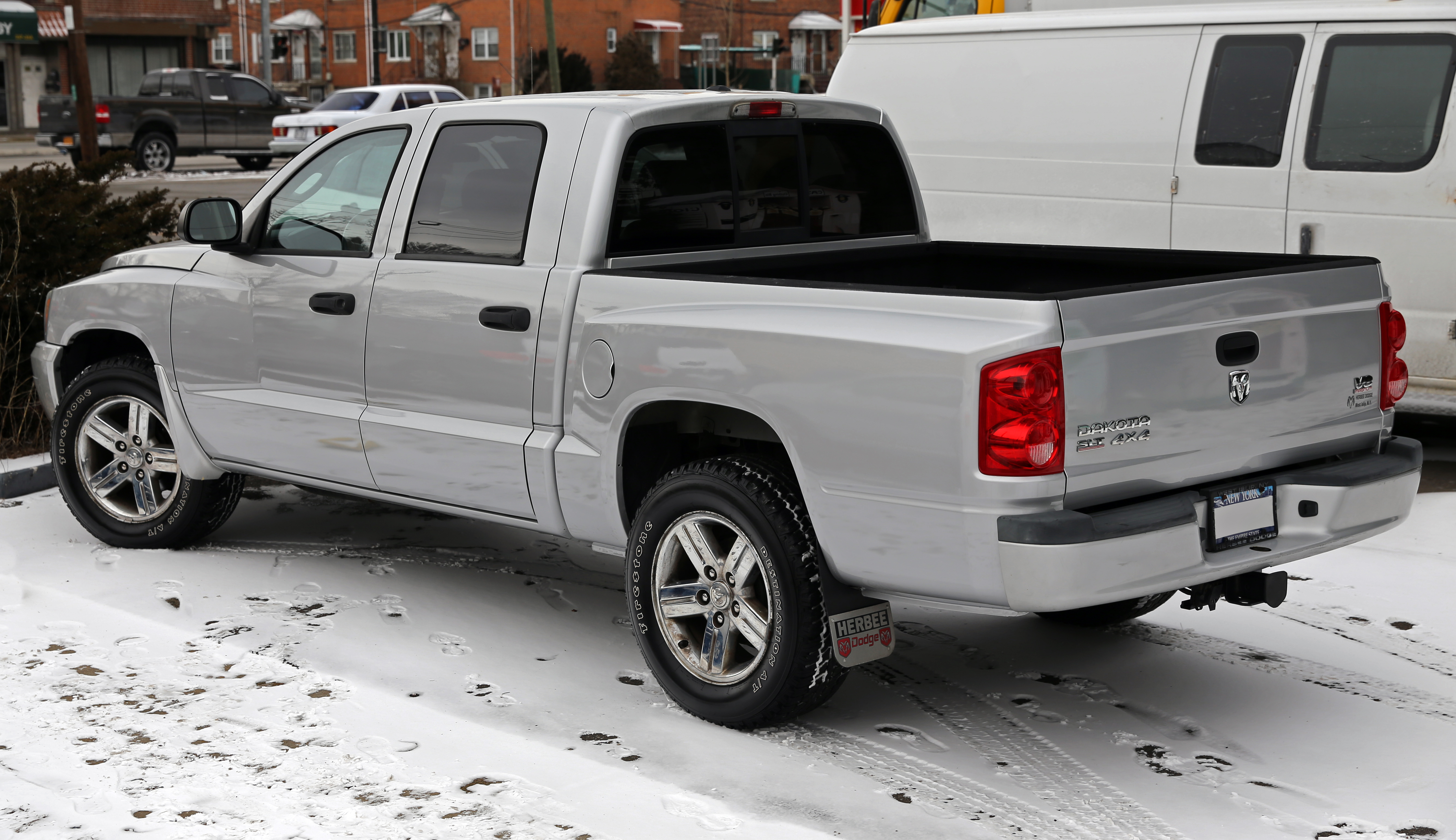
닷지 다코타(2세대 SLT 4X4 크루 캡 전기형) 후측면
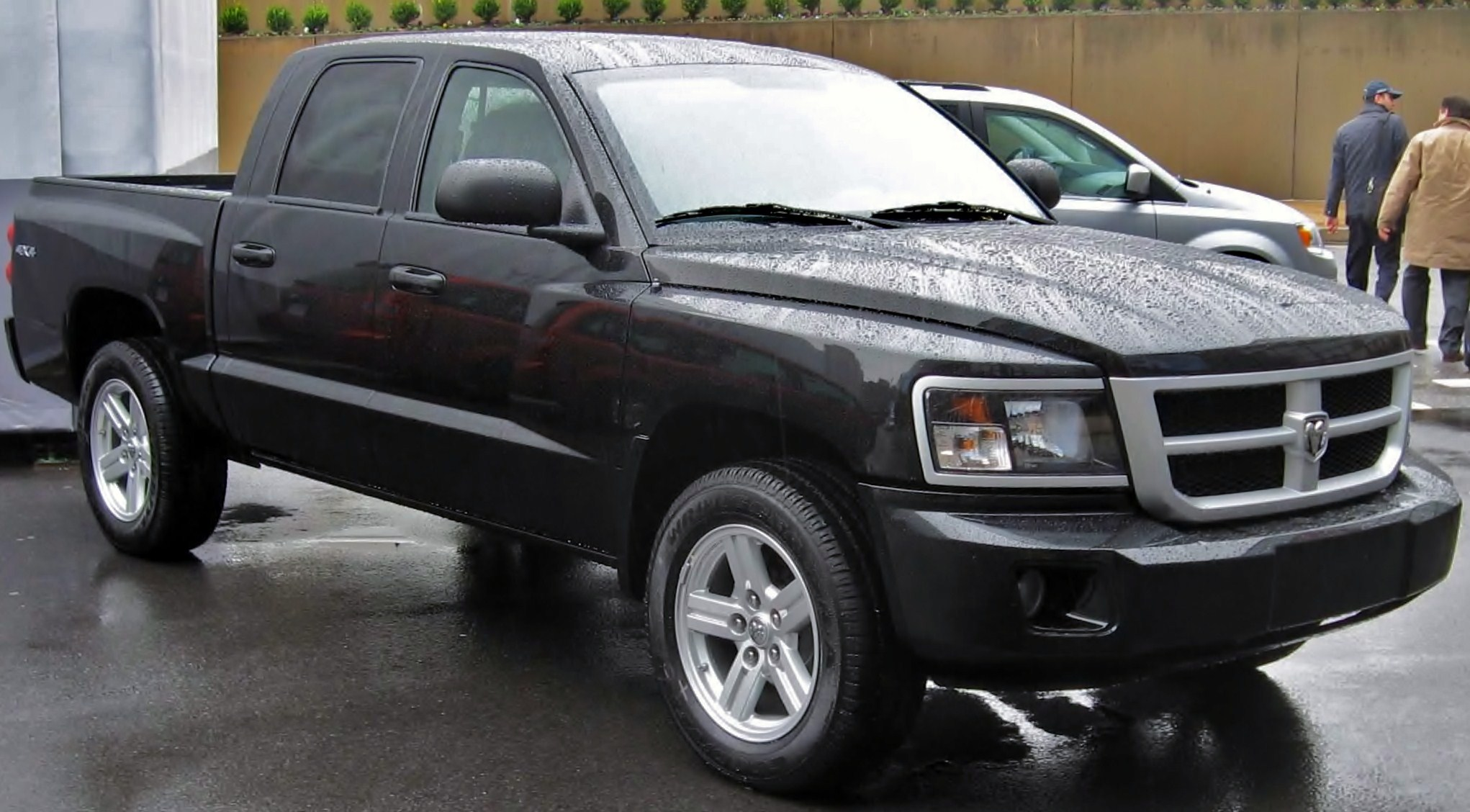
닷지 다코타(2세대 크루 캡 후기형) 정측면

## 같이 보기
- 쌍용 무쏘 스포츠